# Козловская, Оксана Витальевна
Оксана Витальевна Козловская (род. 8 декабря 1954, г. Томск, Томская область) — российский политический и государственный деятель, председатель Законодательной думы Томской области (с декабря 2011 года).

## Биография
Оксана Витальевна родилась в городе Томске 8 декабря 1954 года, в семье партийного работника Нины Александровны Козловской и кадрового военного Козловского Виталия Ивановича.
В 1979 году получила диплом о высшем образовании, окончив Томский политехнический институт, по специальности: «технология машиностроения, металлорежущие станки и инструменты», квалификация - инженер. В 2007 году защитила докторскую диссертацию на тему «Конкурентоспособность как основа управления развитием региона», является доктором экономических наук. В 1994 году завершила обучение во втором высшем учебном заведении Академия народного хозяйства при Правительстве Российской Федерации по специальности – управление бизнесом.
Трудовую деятельность начинала в ГПЗ-5. Работала мастером, заместителем начальника, начальником экспериментального цеха  (1979-1983 гг.), была заместителем генерального директора по производству и экономике (1991-1993 гг.).
С 1981 года является членом КПСС. В 1983 избрана секретарем парткома ГПЗ-5. С 1986 года трудилась в Октябрьском райисполкоме города Томска, председателем, в 1988 году назначена первым секретарем Октябрьского райкома КПСС, в 1990 – председателем Октябрьского райсовета и райисполкома. С декабря 1991 вновь стала работать на ГПЗ-5 в должности заместителем директора по производству, в апреле 1993 назначена первым заместителем генерального директора АООТ «Ролтом». 
В сентябре 1998 года была трудоустроена на должность заместителя Главы Администрации – начальника Департамента по работе с территориями Администрации Томской области.  В этой должности проработала до 1999 года, когда была назначена на должность заместителя Губернатора Томской области по экономической политике и инвестициям.  
С июня 2007 по по декабрь 2011 года работала в должности первого заместителя Губернатора Томской области.
В декабре 2011 года на выборах в Томскую областную думу одержала победу по списку от партии "Единая Россия" и была избрана депутатом. Трудоустроена в областной Думе депутатом на постоянной основе. Избрана председателем Думы.
Избрана председателем Попечительского совета института экономики и менеджмента Томского государственного университета в ноябре 2017 года.

## Семья
Воспитала сына - Волохов Михаил Александрович (1973 года рождения), работает директором ООО «Инвестиционно-строительная компания «Траст». 
В апреле 2024 года Центральный районный суд Новосибирска назначил Волохову 2,5 года условно с испытательным сроком 3 года и штраф 500 тыс. рублей в пользу государства за хищение 38 млн. рублей при строительстве 130-квартирного дома для военнослужащих Росгвардии, охраняющих предприятие «Росатома» Сибирский химкомбинат в ЗАТО Северск.

## Награды
Награждена:
- Медалью ордена «За заслуги перед Отечеством» II степени (2004);
- Почётная грамота Президента Российской Федерации (2010);
- Почетная грамота Государственной Думы Федерального Собрания Российской Федерации (2016);
- Почетный знак Государственной Думы Федерального Собрания Российской Федерации «За заслуги в развитии парламентаризма» (2018);
- Присуждена Национальная премия общественного признания достижений  женщин России «Олимпия» (2005);
- Знак отличия «За заслуги перед Томской областью» (2009);
- Почётная грамота Томской области (2004).